# اختبار المياه

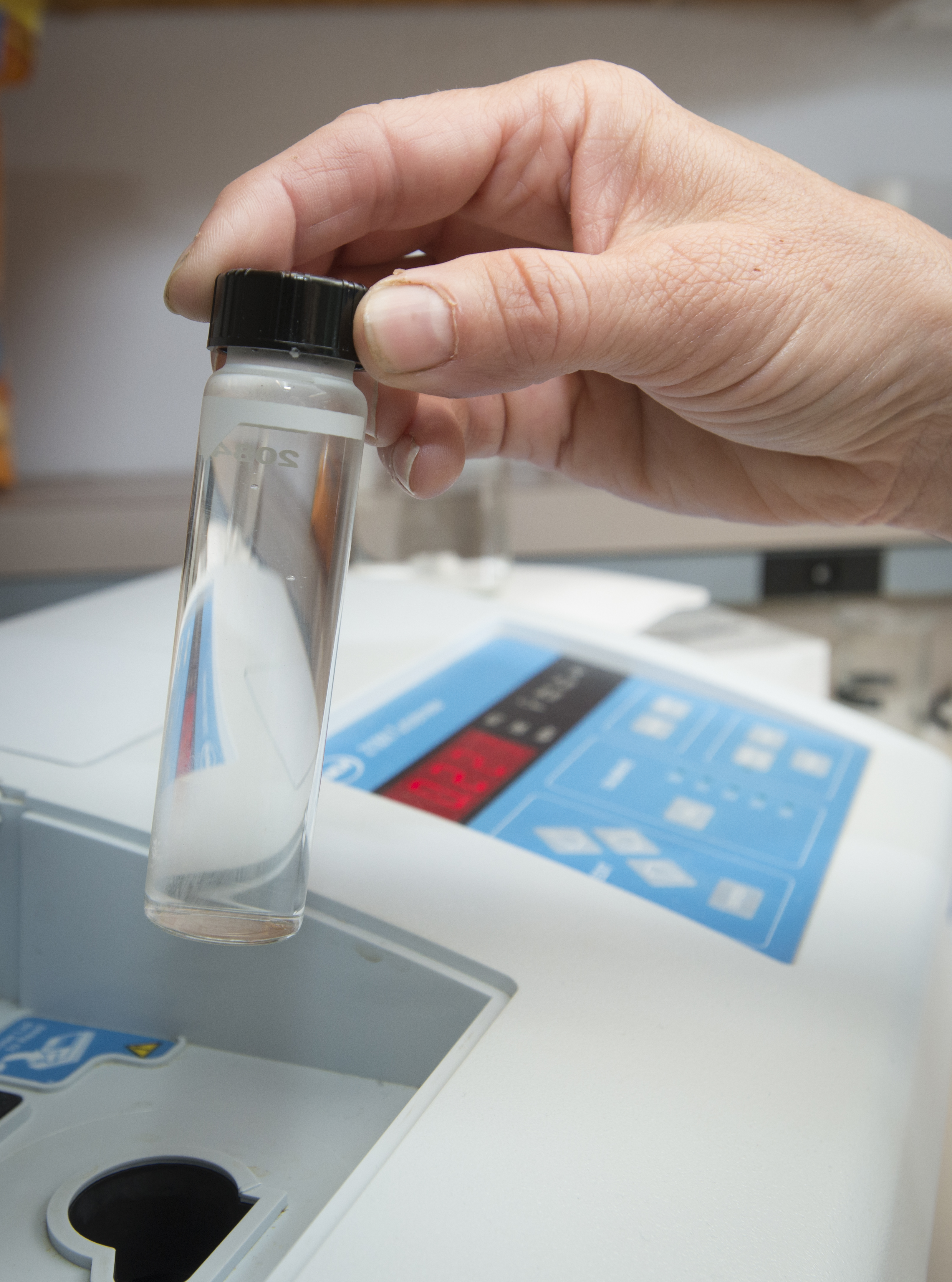

اختبار المياه (بالإنجليزية: Water testing) هو وصف واسع لإجرائات مختلفه تقوم بتحليل نوعية المياه. الاختبار يؤدي إلى تقيم:
- المحيط أو بيئة جودة الماء - قدرة سطح الماء لدعم حياة ايكولوجية.
- مياة الصرف الصحي - خصائص المياه الملوثة (مياه الصرف الصحي المنزلي أو النفايات الصناعية) قبل أو بعد المعالجة. انظر الكيمياء البيئية.
- جودة الماء الخام - خصائص مصدر المياه المعالجة للاستهلاك المحلي (مياه الشرب).انظر إلى اختبارات عكر وعسر الماء
- جودة الماء النهائية - المياه المعالجة في محطة تنقية المياه.
- صلاحية المياة للاستخدامات الصناعية - مثل استخدامة في المختبرات، أو تصنيع معدات التبريد.

## انظر أيضأً
- مؤشرات بيولوجية
- نوعية المياه
- معالجة المياه
- معالجة الصرف الصحي